# Martine Andernach
Martine Andernach (née Martine Quennehen en 1948 à Rang-du-Fliers, France) est une artiste plasticienne franco-allemande, sculptrice, dessinatrice et graveuse. Elle vit et travaille principalement à Mülheim-Kärlich et à Paris. Ses sculptures, mais aussi dessins, gravures sur bois et collages se caractérisent par une grande simplicité, des formes pures et fortes mais aussi des contrastes de couleurs et de matières.

## Biographie
Martine Andernach naît à Rang-du-Fliers, France, en 1948, mais passe son enfance et sa jeunesse à Paris. Elle vit en Allemagne depuis 1969. Ayant toujours été intéressée par les formes et la structure de l'espace, elle étudie la sculpture de 1978 à 1982 à la Kunstfachhochschule de Cologne sous la direction de Hans Karl Burgeff (de) et Daniel Spoerri. Elle obtient plusieurs bourses et participe à plusieurs colloques de sculpture. De 1991 à 2014, elle est chargée de cours à la Europäischen Kunstakademie de Trèves.
Martine Andernach est mariée et a deux enfants adultes. Elle vit et travaille à Mülheim-Kärlich et à Paris.

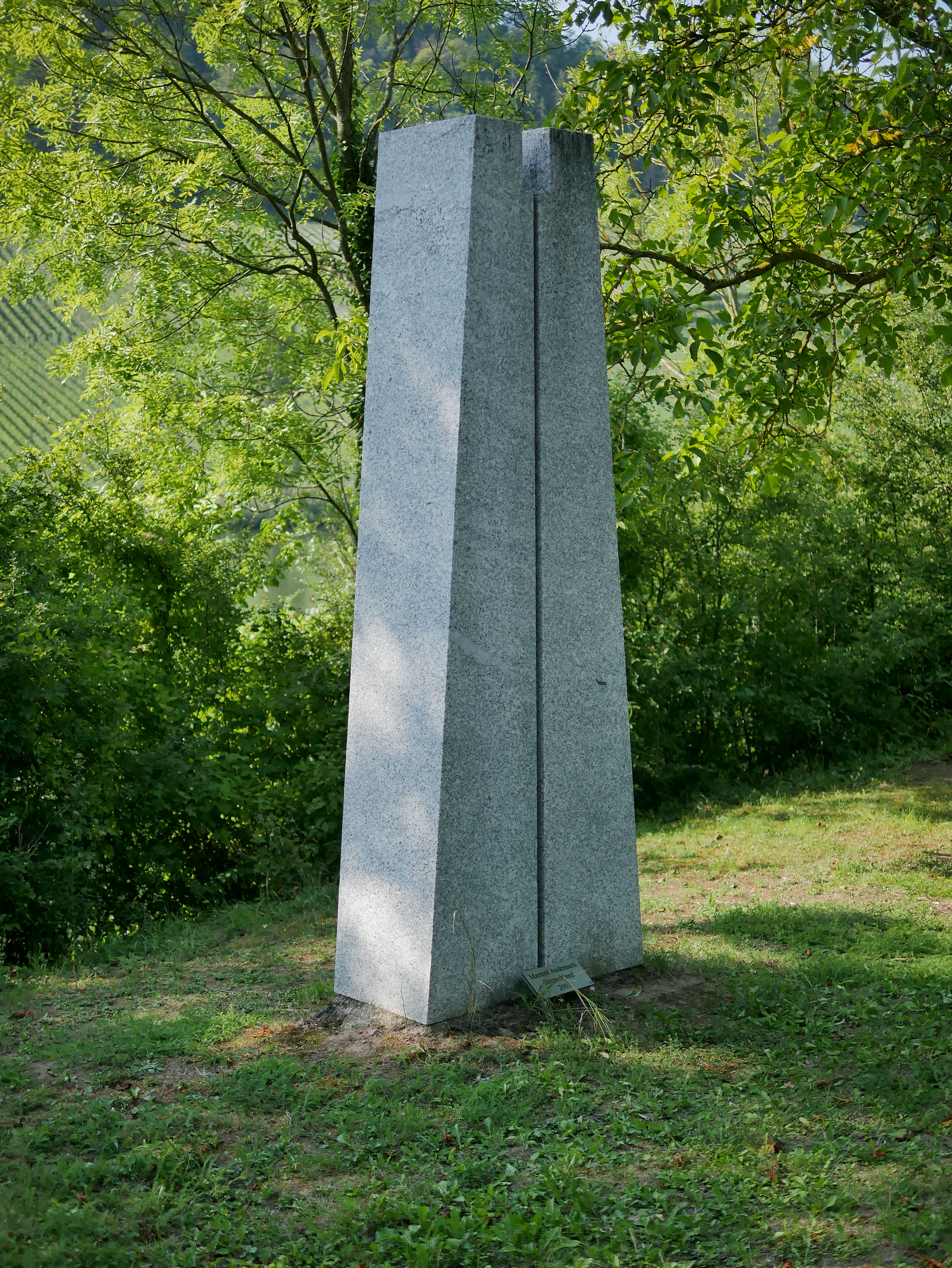
Martine Andernach, Wegmarke, 2001, granit

## Œuvre

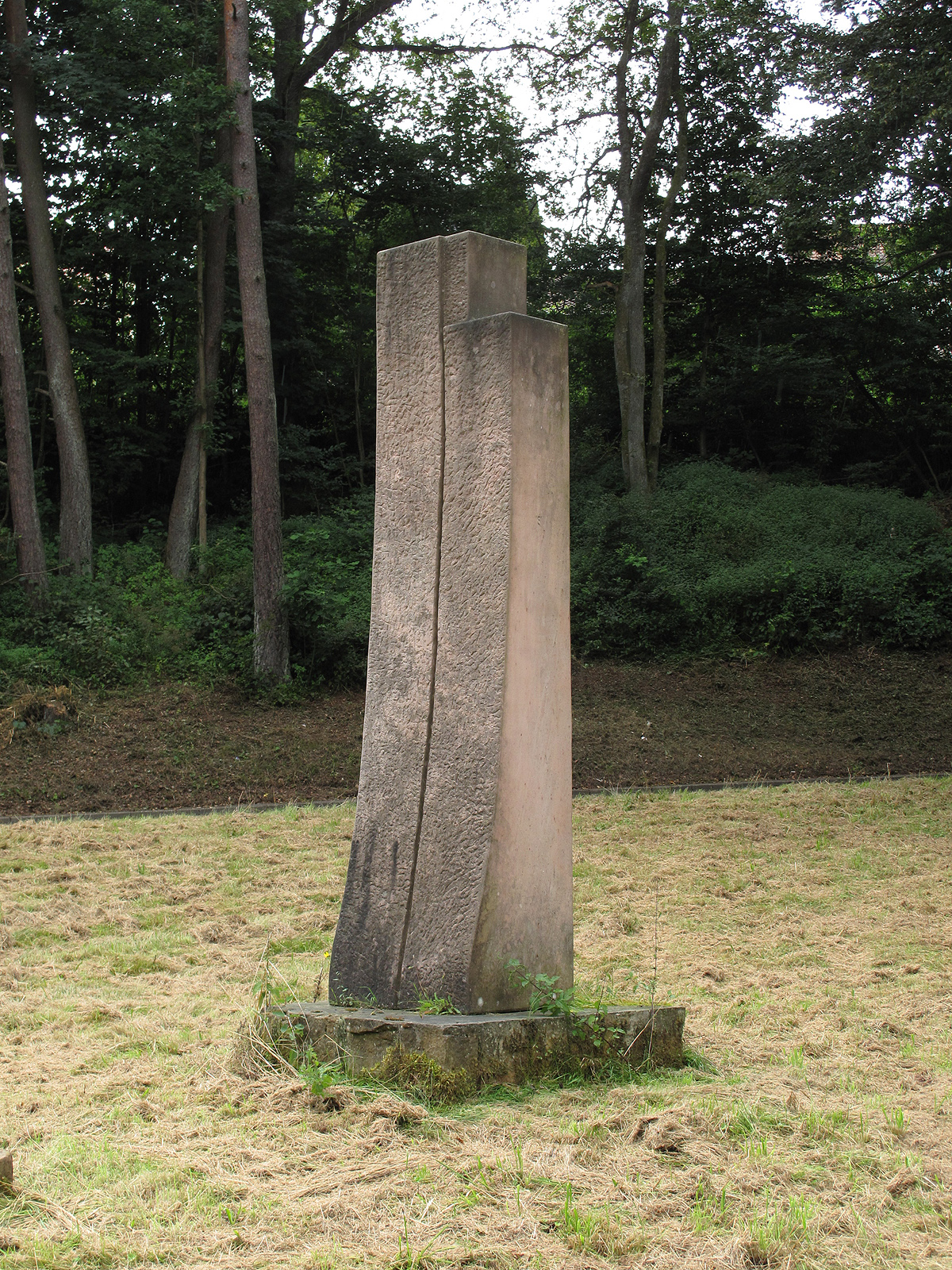
Martine Andernach, Liens, 2005, Trippstadt-Stelzenberg

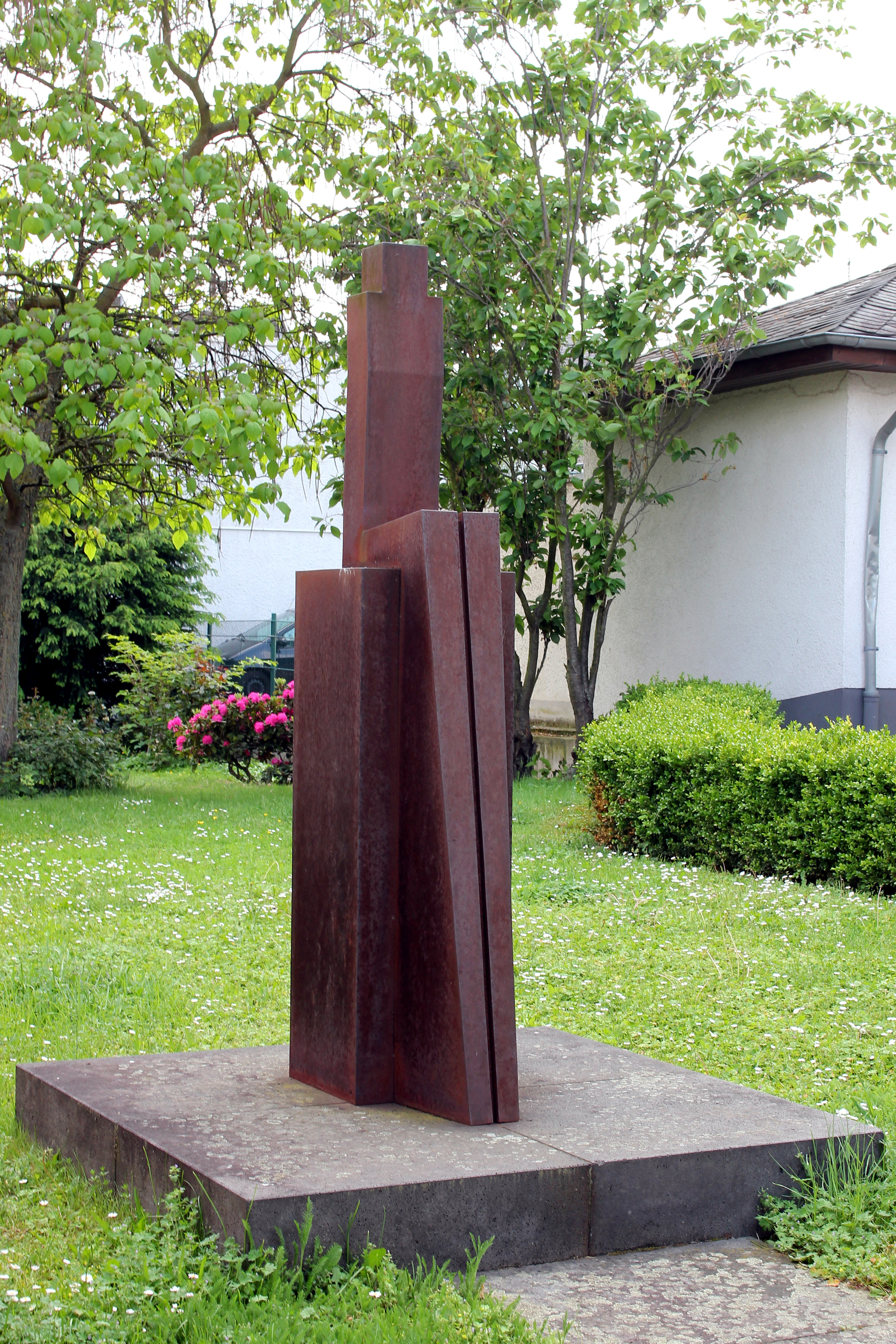
„Sitzende“ von Martine Andernach in Muelheim-Kaerlich, 1996

Dans son travail artistique, Martine Andernach aborde le thème de la figure de façon géométrique et, de ce fait, privilégie les formes cubiques. Ses têtes, corps assis ou debout, torses et autres formes ne sont que faiblement constructivistes mais reposent sur une analyse de la figure humaine. Avec leur caractère organique, ses sculptures sont des réinventions de la nature. Ce faisant, elle se concentre principalement sur un nombre limité de formes de base, qu'elle assemble et met en mouvement avec des asymétries et des éléments de plus en plus informels. Les propriétés des matériaux jouent toujours un rôle important. Elle travaille de préférence la pierre, mais utilise aussi l'acier, l'acier Corten et le bronze.
Ses œuvres comprennent également des gravures sur bois, qui transposent sa recherche sur les formes à la bi-dimensionnalité, et des collages de matériaux, dans lesquels les textures et les formes interagissent, comme dans les sculptures en pierre.
Sa sobre sculpture de granit, "Wegmarke", domine la Haute Moselle de sa verticalité. La fente étroite entre les deux éléments permet une vue différente sur le fleuve et au-delà.
Ses œuvres sont présentes dans les espaces publics ainsi que dans de nombreuses collections privées et des musées.

## Expositions
Une liste complète est disponible sur le site de Martine Andernach
- 1983 : 2008, 2013 Haus Metternich, Coblence
- 1985 : Brückenturmgalerie, Mayence
- 1986, 1993, 2015 : Mittelrhein-Museum, Coblence
- 1988 : Galerie Walther, Düsseldorf
- 1989 : Galerie Dagmar Rehberg, Mayence
- 1991 : Galerie Villa Rolandseck, Remagen-Rolandseck
- 1991 : Pfalzgalerie, Kaiserslautern
- 1993 : Kunsthalle, Darmstadt
- 1993 : Schloss Waldhausen, Mayence (avec Renate Schmitt)
- 1994, 2000 : Galerie Rothe, Francfort
- 1995 : Kunsthistorisches Museum, Osnabrück
- 1999, 2006, 2012, 2017 : Fritz Winter-Haus, Ahlen
- 2000, 2006 : Fritz-Winter Atelier, Diessen
- 2002, 2005, 2007, 2013 : Galerie Dreiseitel, Cologne
- 2005 : Oberhessisches Museum, Gießen
- 2009 : Château de Vaudrémont (avec Paul Strecker)
- 2011 : Kunsthalle, Coblence
- 2012, 2016, 2017 : KunstRaum Bernusstaße, Francfort (avec Aloys Rump)[6]
- 2013 : 
  - Galerie «op der Kap», Capellen, Luxembourg, (avec Michael Kravagna et Jean Leyder)[7]
  - Galerie Rehberg, Horn
  - « Die Kunst der Reduktion », Galerie am Stall, Hude[8]
- 2015 : Galerie Arthus (avec U. Wolff), Zell am Harmersbach
- 2016 :  « Geometrie des Lebendigen », Contemporanea - Galerie d'art moderne, Oberbillig / Trier
- 2017 : 
  - « Propos géométriques », espace mediArt, Luxembourg (avec Anne Fabeck et Pierre Mavropoulos)[9]
  - « Rendez-vous des Artistes – Frankreich gibt sich die Ehre – Zur Buchmesse » (avec Eric Decastro et Peter W. Schindler), Kunstraum Bernusstrasse, Francfort[10]
- 2019 : « Abstraktionen » (avec Mechthild Ehmann,Heiko Herrmann et Raphael Rack) Galerie Arthus, Zell am Harmersbach[11]

## Œuvres dans l'espace public
- 1987 : Landeszentralbank, Kaiserslautern
- 1991 : Hôtel de ville de Vallendar
- 1995 : Halle des sports, Koblence-Rübenach
- 1996 : Place de l'Hôtel de ville (fontaine), Mülheim-Kärlich
- 1997 : Halle des sports, Koblence-Oberwerth
- 1999 : Voies Celtes en Bourgogne, Saint Symphorien de Marmagne, Bourgogne
- 2004 : Police, Strassenhaus
- 2005 : Place devant le bâtiment administratif de la ville, Neuwied
- 2007 : Hôpital central de la Bundeswehr, Coblence
- 2009 : 
  - Hôtel de ville, Gießen
  - Hall des sports MTV, Pirmasens

## Distinctions et prix
- Bourse Bourgogne du Ministère de la Culture de Rhénanie-Palatinat en 1984[2]
- Bourse Lincoln 1989 du Ministère de la Culture de Rhénanie-Palatinat[2]
- Prix Hanns Jump 2015  de la AKM e. V. (Arbeitsgemeinschaft rheinland-pfälzischer Künstler am Mittelrhein)[1]